# Calcio Padova 2008-2009
Questa pagina raccoglie i dati riguardanti il Calcio Padova nella stagione 2008-2009.

## Stagione
Reduce da un buon campionato nel quale aveva sfiorato l'accesso ai Play-off nella stagione scorsa, in questa stagione 2008-2009 il Padova gioca il suo undicesimo campionato di Lega Pro (ex Serie C) – di cui 9 in Prima Divisione (l'ottavo consecutivo in Prima Divisione dalla stagione 2001-2002) e 2 in Seconda Divisione – e prende parte insieme ad altre squadre di Lega Pro e Serie D alla Coppa Italia con le squadre di Serie A e B (così come avvenne nell'edizione 2005-06).
Il 17 settembre 2008, dopo un avvio non incoraggiante in campionato dove racimola due punti in tre partite, la squadra biancoscudata viene eliminato dal Catania nel quarto turno di Coppa Italia (4-0), dopo che aveva eliminato il Pontedera, il Piacenza e il Chievo, presentandosi così al quarto turno insieme al Ravenna come le uniche 2 squadre non appartenenti alla A o alla Serie B.
Il 12 gennaio 2009, dopo il pareggio (0-0) contro il Legnano e la conseguente contestazione dei tifosi, la società esonera il direttore sportivo Mauro Meluso e l'allenatore Carlo Sabatini. Al loro posto vengono chiamati Doriano Tosi (nuovo direttore sportivo) e Attilio Tesser (nuovo allenatore). Il 22 febbraio, dopo aver raccolto solo 4 punti in 5 partite, Tesser viene a sua volta esonerato, venendo richiamato Carlo Sabatini, il cui ritorno sembra risvegliare la squadra patavina, che da quel momento risale la china. Un filotto di cinque vittorie consecutive permette ai biancoscudati di raggiungere i Play-off di Prima Divisione, con 54 punti ed il quarto posto in classifica.
Il 17 maggio il Padova affronta la semifinale Play-off contro il Ravenna, pareggiando (1-1) all'Euganeo e vincendo per (1-2) al Benelli, dopo 90 minuti intensi, con i gol di Pătraşcu su punizione e Falsini.
Nella finale Play-off d'andata arriva il pareggio interno (0-0) contro la Pro Patria, dove i veneti sbagliano anche un rigore con Rabito. Nella gara di ritorno, resa difficile per i veneti dall'inferiorità numerica nel secondo tempo per l'espulsione di Di Venanzio, arriva la vittoria (1-2) con doppietta di Antonio Di Nardo ed il Padova torna così in Serie B dopo undici anni di assenza.

## Rosa
| N. |                       | Ruolo | Calciatore                   |
| -- | --------------------- | ----- | ---------------------------- |
|    | Italia (bandiera)     | P     | Andrea Cano                  |
|    | Italia (bandiera)     | P     | Davide Facchin               |
|    | Italia (bandiera)     | D     | Davide Bianchi               |
|    | Italia (bandiera)     | D     | Francesco Carbone            |
|    | Brasile (bandiera)    | D     | César Vinicio                |
|    | Italia (bandiera)     | D     | Paolo Cotroneo (capitano)    |
|    | Italia (bandiera)     | D     | Fabio Di Venanzio            |
|    | Italia (bandiera)     | D     | Mario Donadoni               |
|    | Portogallo (bandiera) | D     | Vasco Faísca (vice capitano) |
|    | Italia (bandiera)     | D     | Gianluca Falsini             |
|    | Italia (bandiera)     | D     | Gianluca Giovannini          |
|    | Italia (bandiera)     | D     | Federico Lazzarini           |
|    | Italia (bandiera)     | D     | Marco Petrassi               |
|    | Italia (bandiera)     | C     | Pietro Baccolo               |
|    | Italia (bandiera)     | C     | Andrea Bovo                  |
|    | Brasile (bandiera)    | C     | Felipe Campanholi Martins    |

| N. |                    | Ruolo | Calciatore              |
| -- | ------------------ | ----- | ----------------------- |
|    | Italia (bandiera)  | C     | Federico Crovari        |
|    | Italia (bandiera)  | C     | Andrea Gentile          |
|    | Italia (bandiera)  | C     | William Jidayi          |
|    | Francia (bandiera) | C     | Marc Lewandowski        |
|    | Italia (bandiera)  | C     | Stefano Mazzocco        |
|    | Romania (bandiera) | C     | Bogdan Pătrașcu         |
|    | Italia (bandiera)  | C     | Alex Pederzoli          |
|    | Italia (bandiera)  | C     | Marco Veronese          |
|    | Italia (bandiera)  | A     | Eder Baù                |
|    | Italia (bandiera)  | A     | Antonio Di Nardo        |
|    | Italia (bandiera)  | A     | Alberto Filippini       |
|    | Italia (bandiera)  | A     | Guerrino Gasparello     |
|    | Italia (bandiera)  | A     | Roberto Muzzi           |
|    | Italia (bandiera)  | A     | Andrea Rabito           |
|    | Italia (bandiera)  | A     | Andrea Raimondi         |
|    | Italia (bandiera)  | A     | Massimiliano Varricchio |

## Risultati

### Lega Pro Prima Divisione

#### Girone di andata
| Arbitro: | Donati (Ravenna) |

|                                                                |           |                                           |
| Faisca 7’ (aut.) Lanteri 41’ (rig.) Nizzetto 53’ F. Virdis 81’ | Marcatori | 3’ (rig.), 17’ (30) Rabito 87’ Varricchio |

| Arbitro: | Gambini (Roma) |

|                        |           |                              |
| Varricchio 50’ Baù 64’ | Marcatori | 27’ L. Scaglia 80’ Dal Bosco |

| Arbitro: | Bagalini (Fermo) |

|                                   |           |  |
| Bertani 40’ Brizzi 60’ Rubino 72’ | Marcatori |  |

| Arbitro: | D'Alesio (Forlì) |

|                              |           |  |
| Vrricchio 9’ Rabito 31’, 78’ | Marcatori |  |

| Arbitro: | Gallione (Alessandria) |

|  |           |          |
|  | Marcatori | 65’ Bovo |

| Arbitro: | Colasanti (Grosseto) |

|                                                 |           |           |
| Rabito 22’ Varricchio 90+1’ Al. Filippini 90+3’ | Marcatori | 63’ Cuffa |

| Padova 12 ottobre 2008 7ª giornata | Padova             | 0 – 0 | Venezia | Stadio Euganeo\| Arbitro: \| Pecorelli (Arezzo) \| |
| Arbitro:                           | Pecorelli (Arezzo) |       |         |                                                    |

| Arbitro: | Massa (Imperia) |

|           |           |  |
| Cigan 86’ | Marcatori |  |

| Arbitro: | Doveri (Roma) |

|              |           |  |
| Di Nardo 11’ | Marcatori |  |

| Arbitro: | Lupo (Matera) |

|                |           |  |
| Cazzamalli 58’ | Marcatori |  |

| Arbitro: | Guida (Torre Annunziata) |

|             |           |                              |
| Zizzari 56’ | Marcatori | 12’ Pederzoli 87’ Gasparello |

| Arbitro: | Paparazzo (Catanzaro) |

|                                     |           |                        |
| Di Nardo 38’ Rabito 74’ Baccolo 89’ | Marcatori | 35’ Guidetti 79’ Viali |

| Arbitro: | Nasca (Bari) |

|          |           |  |
| Torri 4’ | Marcatori |  |

| Padova 30 novembre 2008 14ª giornata | Padova            | 0 – 0 | Pergocrema | Stadio Euganeo\| Arbitro: \| Baratta (Salerno) \| |
| Arbitro:                             | Baratta (Salerno) |       |            |                                                   |

| Arbitro: | Borracci (San Benedetto del Tronto) |

|             |           |                           |
| Carrara 15’ | Marcatori | 65’ Baù 85’ Al. Filippini |

| Padova 14 dicembre 2008 16ª giornata | Padova                       | 0 – 0 | Reggiana | Stadio Euganeo\| Arbitro: \| Ferraioli (Nocera Inferiore) \| |
| Arbitro:                             | Ferraioli (Nocera Inferiore) |       |          |                                                              |

| Arbitro: | Palazzino (Ciampino) |

|                                |           |              |
| Correa 2’ (rig.), 90+1’ (rig.) | Marcatori | 35’ Di Nardo |

#### Girone di ritorno
| Padova 11 gennaio 2009 18ª giornata | Padova           | 0 – 0 | Legnano | Stadio Euganeo\| Arbitro: \| Bergher (Rovigo) \| |
| Arbitro:                            | Bergher (Rovigo) |       |         |                                                  |

| Arbitro: | Gallo (Barcellona Pozzo di Gotto) |

|                             |           |  |
| Dal Bosco 8’ L. Scaglia 68’ | Marcatori |  |

| Arbitro: | Liotta (Caltanissetta) |

|             |           |  |
| Jidagyi 28’ | Marcatori |  |

| Arbitro: | Gallione (Alessandria) |

|                          |           |  |
| G. Porro 67’, 73’ (rig.) | Marcatori |  |

| Arbitro: | Giancola (Vasto) |

|  |           |             |
|  | Marcatori | 59’ Campisi |

| Portogruaro 22 febbraio 2009 23ª giornata | Portogruaro-Summaga | 0 – 0 | Padova | Stadio Pier Giovanni Mecchia\| Arbitro: \| Barbeno (Brescia) \| |
| Arbitro:                                  | Barbeno (Brescia)   |       |        |                                                                 |

| Arbitro: | Bergher (Rovigo) |

|  |           |                |
|  | Marcatori | 69’ Varricchio |

| Arbitro: | G. Stefanini (Livorno) |

|                  |           |  |
| Di Nardo 3’, 46’ | Marcatori |  |

| Arbitro: | Magno (Catania) |

|                          |           |             |
| Sacilotto 14’ Cusaro 52’ | Marcatori | 24’ Jidagyi |

| Padova 29 marzo 2009 27ª giornata | Padova        | 0 – 0 | SPAL | Stadio Euganeo\| Arbitro: \| Doveri (Roma) \| |
| Arbitro:                          | Doveri (Roma) |       |      |                                               |

| Arbitro: | Giacomelli (Trieste) |

|                 |           |                                     |
| Rabito 24’, 55’ | Marcatori | 7’ Pettinari 58’ Zizzari 79’ Filipi |

| Arbitro: | Carbone (Napoli) |

|  |           |                |
|  | Marcatori | 52’ Varricchio |

| Arbitro: | Bolano (Livorno) |

|                                     |           |             |
| Baccolo 18’ Bovo 86’ Di Nardo 90+1’ | Marcatori | 73’ Menassi |

| Arbitro: | La Mura (Nocera Inferiore) |

|  |           |                |
|  | Marcatori | 66’ Varricchio |

| Arbitro: | Guida (Torre Annunziata) |

|                            |           |                   |
| Guglieri 5’ Varricchio 63’ | Marcatori | 90+1’ A. Montalto |

| Arbitro: | G. Stefanini (Livorno) |

|  |           |                |
|  | Marcatori | 53’ Varricchio |

| Padova 17 maggio 2009 34ª giornata | Padova       | 0 – 0 | Pro Patria | Stadio Euganeo\| Arbitro: \| Nasca (Bari) \| |
| Arbitro:                           | Nasca (Bari) |       |            |                                              |

### Play-off
| Arbitro: | Ostinelli (Como) |

|               |           |             |
| Varricchio 9’ | Marcatori | 16’ Zizzari |

| Arbitro: | Carbone (Napoli) |

|             |           |                          |
| Zizzari 76’ | Marcatori | 58’ Patrascu 78’ Falsini |

| Padova 14 giugno 2009 Finale - Andata | Padova        | 0 – 0 | Pro Patria | Stadio Euganeo\| Arbitro: \| Doveri (Roma) \| |
| Arbitro:                              | Doveri (Roma) |       |            |                                               |

| Arbitro: | Nasca (Bari) |

|            |           |                   |
| Urbano 88’ | Marcatori | 79’, 83’ Di Nardo |

### Coppa Italia

#### Turni eliminatori
| Arbitro: | Giacomelli (Trieste) |

|                                                                                  |           |  |
| Varricchio 3’, 52’, 77’ Rabito 25’, 75’ Baù 41’ Malventi 54’ (aut.) Cotroneo 58’ | Marcatori |  |

| Arbitro: | N. Stefanini (Prato) |

|  |           |                   |
|  | Marcatori | 36’ (aut.) Megoni |

| Arbitro: | Orsato (Schio) |

|                |           |                     |
| Pellissier 57’ | Marcatori | 16’, 76’ Varricchio |

| Arbitro: | Pinzani (Empoli) |

|                                          |           |  |
| Dica 24’ Morimoto 30’, 89’ R. Sabato 62’ | Marcatori |  |

### Coppa Italia Lega Pro

#### Fase 1 a eliminazione diretta
| 8 ottobre 2008, ore 15:00 Primo turno | Padova | 2 – 1 | Itala San Marco |  |

| 29 ottobre 2008 Secondo turno | Bassano Virtus | 1 – 2 | Padova |  |

#### Terzo turno a gironi
| 19 novembre 2008 1ª giornata | Padova | 1 – 1 | Pistoiese |  |

| 10 dicembre 2008 3ª giornata | Cremonese | 3 – 2 | Padova |  |

## Statistiche

### Marcatori patavini

#### Campionato
- 9 - Andrea Rabito
- 9 - Massimiliano Varricchio
- 6 - Antonio Di Nardo
- 2 - Pietro Baccolo
- 2 - Eder Baù
- 2 - Alberto Filippini
- 2 - William Jidayi
- 1 - Guerrino Gasparello
- 1 - Alex Pederzoli

#### Play-off
- 2 - Antonio Di Nardo
- 1 - Massimiliano Varricchio
- 1 - Bogdan Patrascu
- 1 - Gianluca Falsini

#### Coppa Italia
- 5 - Massimiliano Varricchio
- 2 - Andrea Rabito
- 1 - Eder Baù
- 1 - Paolo Cotroneo